# 王琰 (成化乙未進士)
王琰（1446年—？），字良璧，湖廣襄陽府棗陽縣人，民籍，明朝政治人物。同進士出身。

## 生平
早年出身國子生，成化四年（1468年）湖廣鄉試第二十九名。成化十一年（1475年）乙未科三甲第九十二名進士。授行人，陞監察御史，巡撫蘇松。因直諫廷杖而死，貧不能葬，同僚籌款殮之。

## 家族
曾祖父王斌。祖父王仁美。父王成。
孫王一鶚。